# (3242) Bakhchisaraj
(3242) Bakhchisaraj (1979 SG9) – planetoida z grupy pasa głównego asteroid okrążająca Słońce w ciągu 4,39 lat w średniej odległości 2,68 au. Odkryta 22 września 1979 roku.